# Gilan
Gilan (Perzisch: استان گیلان, Ostān-e Gilān) is een van de 31 provincies van Iran. De provincie is gelegen in het noorden van het land en de oppervlakte beslaat 14.042 km². De hoofdstad van deze provincie is Rasjt.
Andere steden zijn:
- Astara
- Astaneh-e Ashrafiyyeh
- Bandar Anzali
- Fuman
- Lahijan
- Langrud
- Masouleh
- Rudsar
- Souma'eh Sara
- Talesh